# Khekada
Khekada è una suddivisione dell'India, classificata come nagar panchayat, di 40.380 abitanti, situata nel distretto di Bagpat, nello stato federato dell'Uttar Pradesh.